# League of Legends EMEA Championship
League of Legends EMEA Championship (LEC) је професионална League of Legends е-спорт лига коју води Riot Games у ЕМЕА (Европа, Блиски исток и Африка) региону, у којој се такмичи десет тимова. Свака годишња сезона игре подељена је на три одвајања, зимску, пролећну и летњу, а све се састоје од три недеље одигравања турнира по кругу, који се затим завршавају плеј-оф турнирима између шест најбољих тимова. На крају сезоне, тимови са најбољим учинком квалификују се за годишње светско првенство League of Legends. LEC представља највиши ниво игре League of Legends у ЕМЕА.
Са изузетком неких турнеја, све утакмице ЛЕЦ-а се играју уживо у Riot Games Arena у Адлерсхофу, Берлин, Немачка. Поред мале студијске публике, све игре се емитују уживо на неколико језика на Твич и Јутјубу, а емитовања редовно привлаче преко 300.000 гледалаца.
Популарност и успех LEC-а привукли су значајну пажњу медија. Француски Сенат је 30. септембра 2016. једногласно усвојио последњу верзију Law for a Digital Republic, значајно побољшање процеса издавања виза за LEC играче и еспорт спортисте уопште, давање правног оквира за еспорт уговоре, увођење механизама за осигурање исплате новчаних награда, прецизирање права за малолетне еспорт спортисте и још много тога. Неколико месеци раније, Француска је такође представила нову еспорт федерацију, „Француски Е-спорт“, која има дужност да буде представничко тело еспорта према влади и да служи као „партнер Француског националног олимпијског и спортског комитета за сва питања која се односе на признавање електронског спорта као спорта самог по себи“. Шпанија је учинила исто у новембру 2016. године, стварајући Шпанску федерацију видео игара и еспорта Шпанску федерацију видео игара и еспорта. LEC је привукао спонзорства LG UltraGear, Kia, Red Bull, и Erste Group.
Фанатик је једини преостали тим који је играо у сваком сплиту од инаугуралног пролећног сплита 2013. године.
ЛЕЦ је најавио контроверзни уговор о спонзорству са Неомом 2020. године. Многи од особља лиге су претили одласком, што је довело до отказивања спонзорства.